# 무지개 (Aqua Timez의 노래)
〈무지개〉(虹 니지[*])는 Aqua Timez가 2008년 5월 8일에 발매한 여섯 번째 싱글이다.

## 개요
- 보통 CD가 발매되는 수요일이 아닌 목요일에 발매되었다.

- NTV 드라마 《고쿠센 시즌3》의 주제가이다. 전작 "작은 손"에 이어 드라마 주제가로 기용되었으며, 모두 나카마 유키에의 주연 작품이기도 하다.

- 2008년 5월 6일, NTV 《줌 인!! SUPER》 생방송에 출연해 이 곡을 불렀다.

- 오리콘 차트 초동 매출과 첫 등장 순위 및 연간 순위는 모두 자신의 최고 기록을 갱신하였다.

- 5월 6일부터 개시 된 벨소리 다운로드(완곡) 첫 날에 5만 다운로드를 기록하였으며, 불과 닷새만에 30만 다운로드를 돌파하였다.

- 캐치프레이즈는, '괜찮을 이유같은 건 하나도 없어, 지금 필요한 것은 이유가 아니거든.'(大丈夫な理由なんて一つもない、いま必要なのは理由じゃない。).

## 수록곡
1. 虹 / 무지개 (작사·작곡 : 후토시)
"슬픔을 극복하면 행복이 있다"는 메시지를 담았다.
2. 優しい記憶~evalasting II~ / 친절한 기억 - (작사·작곡 : 후토시)
3. ほんとはね / 사실은 말야 (작사·작곡 : 후토시)
2008년 2월 9일 다운로드 한정으로 발매되었던 곡.
4. No Live, No Life (작사 : 후토시 / 작곡 : Aqua Timez)
5. 虹-Instrumental-

편곡 : Aqua Timez (전곡)

## 차트
- 주간최고순위 2위 (2주 연속, 오리콘 차트)
- 2위 (빌보드 재팬 핫100)
- 2위 (빌보드 재팬 핫 싱글 세일즈)
- 2008년 5월 월간순위 5위 (오리콘 차트)
- 2008년 6월 월간순위 9위 (오리콘 차트)
- 2008년 연간순위 34위 (오리콘 차트)
- 등장 횟수 31회 (오리콘 차트)